# Нижнее (Луганская область)
Нижнее (укр. Нижнє) — посёлок, относится к Попаснянскому району Луганской области Украины.

## Географическое положение
Посёлок находится в месте впадения реки Беленькой в реку Северский Донец.

## История
Основан в 1754 году в месте впадения речки Нижняя Беленькая в Северский Донец как шанец и место базирования шестой роты сербско-волошского гусарского полка Райко Прерадовича (с 1764 года седьмой роты объединённого Бахмутского гусарского полка; отсюда и альтернативное название Седьмая Рота (укр. Сьома Рота), и по ныне иногда используемое некоторыми местными жителями).
28 октября 1938 года Нижнее получило статус посёлка городского типа.
В январе 1989 года численность населения составляла 3917 человек.
По переписи 2001 года население составляло 3115 человек.
На 1 января 2013 года численность населения составляла 2541 человек.
7 октября 2014 года посёлок передали из состава Первомайского городского совета в состав Попаснянского района Луганской области.

## Объекты социальной сферы
Поселок Нижнее насчитывает две школы, два клуба и психоневрологический интернат.

## Местный совет
93290, Луганская обл., Попаснянский район, пгт Нижнее, ул. Ленина, 1/2.

## Галерея

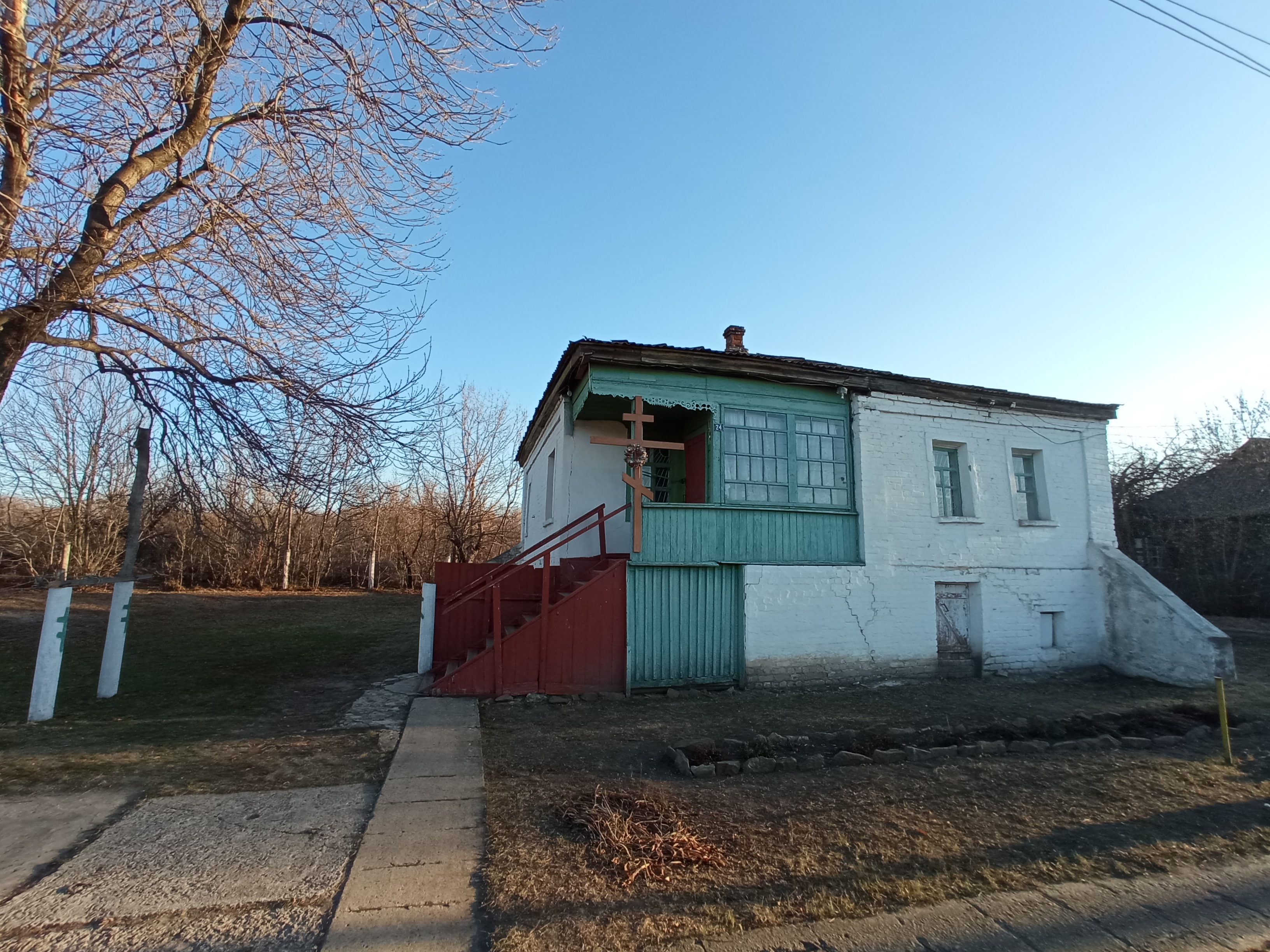
Храм
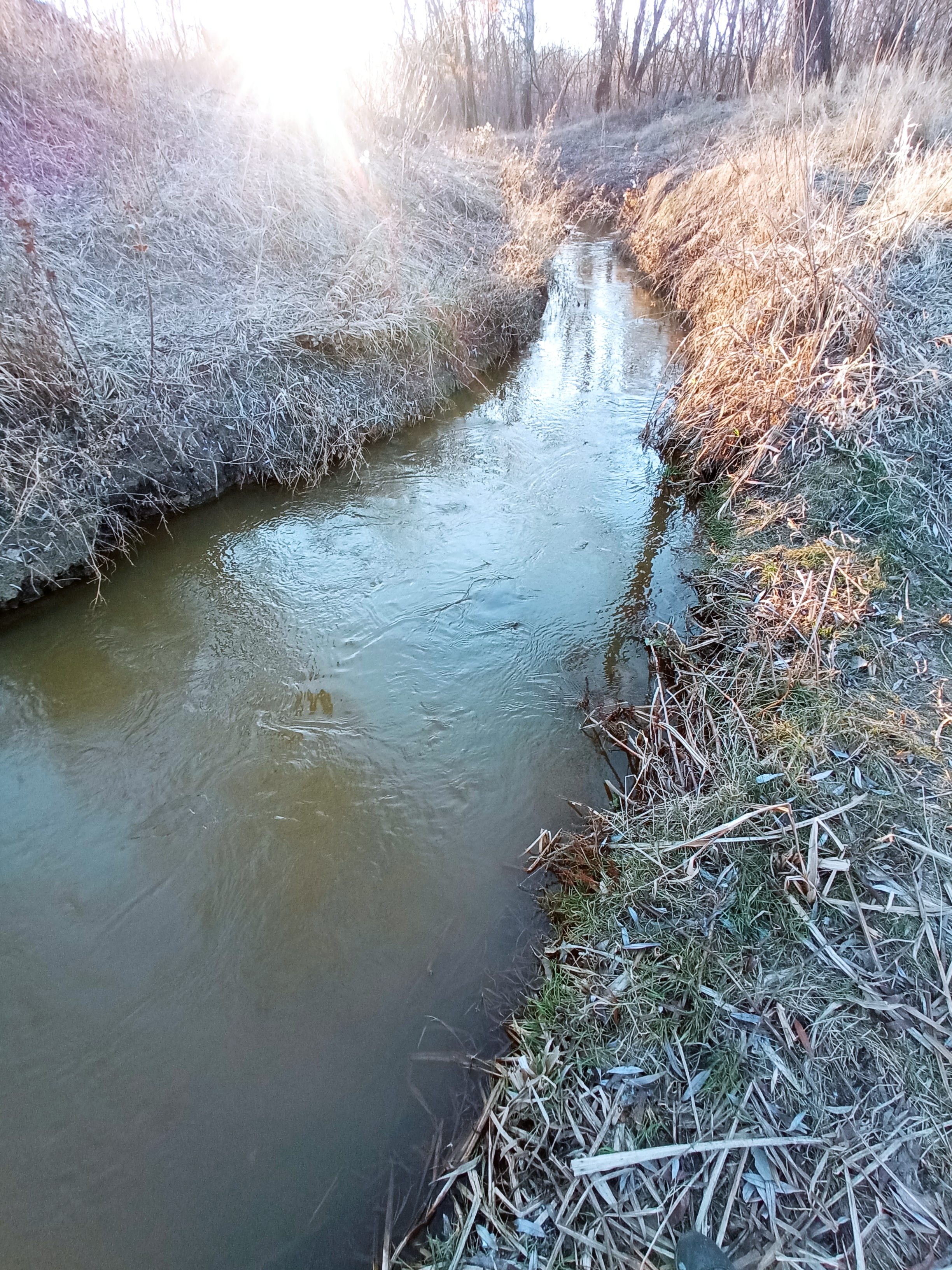
Устье реки Беленькой